# Trachylepis brevicollis

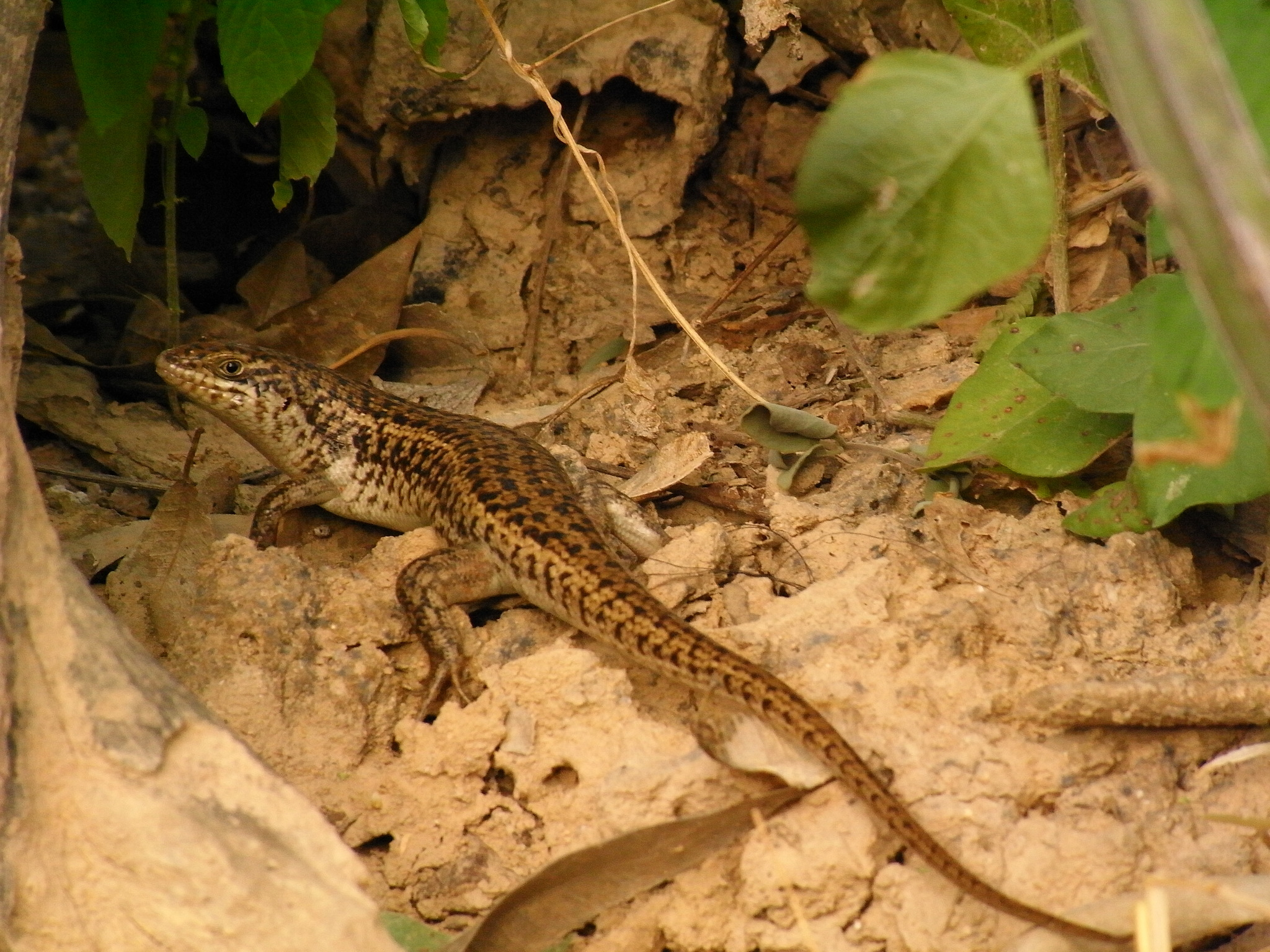
Суданська мабуя (Дофар, Оман)

Trachylepis brevicollis (суданська мабуя) — вид сцинкоподібних ящірок родини сцинкових (Scincidae). Мешкає в Північно-Східній Африці і Аравії

## Опис
Суданська мабуя — великий сцинк з округлим товстим тілом, довжина якого (без врахування хвоста) становить 14 см. Хвіст у 1,2-1,6 розів довший за довжину решти тіла. Ширина голови і шиї однакова. Міжщелепний щиток не дотичний до ніздрів. Перед очима п'ять надгубних щитків. Перший надочний щиток дотичний до лобного. Вушний отвір витягнутий, із загостреними лусочками на передньому краї. Луски на спині, боках і шиї мають 2-3 ребра. У особин, що населяють Аравійський півострів, посередині тіла є 28-37 рядів лусок. Забарвлення верхньої частини тіла різноманітне. У Дофарі новонароджені сцинки темні з жовтими плямами, що зникають із віком. Дорослі самці темно-коричневі або світло-коричневі, поцятковані світлими плямами, голова у них чорна, горло червонувате. Самиці мають більш яскраве забарвлення, на спині у них є ряд темних плям.

## Поширення і екологія
Суданські мабуї мешкають в Еритреї, Ефіопії, Джибуті, Сомалі, Судані, Кенії, Танзанії, Уганді, Саудівській Аравії, Ємені і Омані. Вони живуть у вологих і сухих саванах, в рідколіссях, напівпустелях і пустелях, у ваді і оазах. Зустрічаються на висоті до 1500 м над рівнем моря. Живляться комахами та іншими безхребетними, іноді дрібними хребетними. Живородні, народжують 2-3 дитинчат.